# سوبروله… دختر اهل رومانیولا

صحنه‌ای از فیلم. شخصیت اصلی فیلم «اوریه‌تا» (با بازی ماریا رزاریا روئیتسی) در سمت چپ دیده می‌شود.

سوبروله… دختر اهل رومانیولا (ایتالیایی: Sorbole... che romagnola) یک فیلم کمدی سکسی سبک ایتالیایی به کارگردانی آلفردو ریتسو است که در سال ۱۹۷۷ منتشر شد. تین فیلم در سال‌های اخیر بر روی دی‌وی‌دی عرضه شده است.

## گزیدهٔ بازیگران
- ماریا رزاریا روئیتسی
- ماسیمو چاوارو
- لوچانو پیگوتسی
- ماریو پیسو
- ریا دِ سیمونه
- کریستینا گرادو
- کارلو ریتسو
- لوکا اسپورتلی
- فرانکا اسکانیه‌تی
- جیمی ایل فنومنو
- مارینا پیرو